# Essex (Schiff, 1992)
Die USS Essex (LHD-2) ist ein amphibisches Angriffsschiff für amphibische Kriegsführung der United States Navy; sie gehört der Wasp-Klasse an und wurde nach Essex County, Massachusetts, benannt.

## Geschichte
LHD-2 wurde 1986 in Auftrag gegeben und 1989 bei Ingalls Shipbuilding in Pascagoula, Mississippi, auf Kiel gelegt. Nach weniger als zwei Jahren Bauzeit lief die Essex vom Stapel und wurde getauft. Taufpatin war Lynne Cheney, die Ehefrau des damaligen Verteidigungsministers Dick Cheney. Die Indienststellung fand am 17. Oktober 1992 statt.
Die Essex war zunächst in San Diego stationiert. 1995 unterstützte sie den Rückzug der Blauhelme aus Somalia. Danach war sie bis zum Jahr 1998 an verschiedenen Übungen im Pazifik und im Persischen Golf beteiligt. Außerdem nahm sie zeitweise an der Operation Southern Watch teil.
Seit Juli 2000 ist Sasebo in Japan ihr Heimathafen. Die vorherige Besatzung der Essex wechselte auf die Belleau Wood, die von Japan zurück an die US-Küste kehrte, und umgekehrt. Im Jahr 2005 wurde die Essex von einer Verlegung aus dem Persischen Golf abgezogen, um Katastrophenhilfe für die Opfer des Erdbebens im Indischen Ozean zu leisten.
Im Mai 2008 war die Essex vor Birma im Einsatz, um den Opfern des Zyklon Nargis zu helfen. Sie fuhr in einer Kampfgruppe mit der Harpers Ferry und der Juneau. Außerdem befand sich der Zerstörer Mustin vor der Küste. Nachdem den Schiffen jedoch wochenlang die Erlaubnis verweigert worden war, vor der Küste in Position zu gehen, und Hilfsgüter per Helikopter an Land zu bringen, verließen sie Anfang Juni die Region. Am 1. September 2010 begann die nächste Verlegung in den Pazifik. Auf dem Programm standen unter anderem Übungen mit alliierten Nationen, darunter Valiant Shield.
Im März 2011 wurde die Essex vor die Küste Japans geschickt, um nach dem Tōhoku-Erdbeben für Nothilfe bereit zustehen. Im April 2014 wurde im Rahmen einer Wartung auf der Essex als erstem Flugzeugträger der United States Navy ein 3D-Drucker installiert, der es den Soldaten ermöglicht, benötigte Ersatzteile an Bord zu drucken.
Am 27. September 2018 flogen erstmals Mehrzweckkampfflugzeuge vom Typ F-35B der 13. Marine-Expeditionseinheit (MEU) von der Essex zu Angriffen in Afghanistan.

## Trivia
In der Battlefield-Serie von EA Games ist die Essex das Vorbild für den im Spiel vorhandenen Flugzeugträger.